# Hermann Schmidt (Kybernetiker)

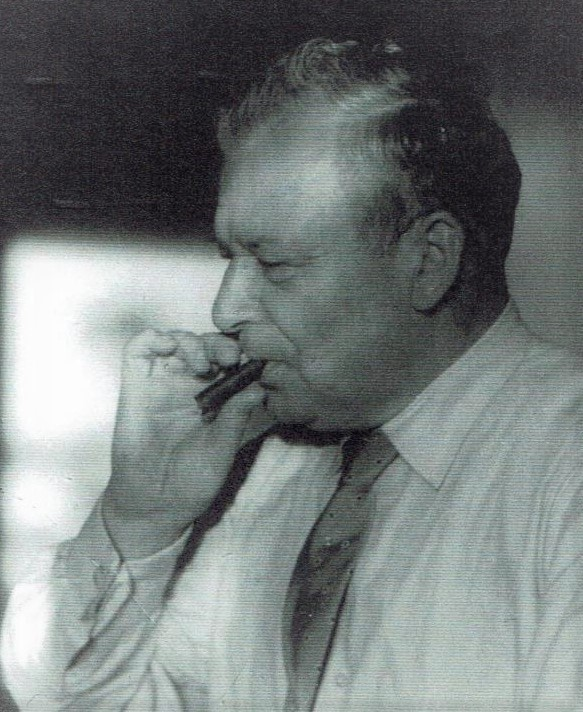
Hermann Schmidt

Hermann Schmidt (* 9. Dezember 1894 in Hanau; † 31. Mai 1968 in Berlin) war ein deutscher Physiker, Inhaber der ersten Professur für Regelungstechnik und Begründer der Kybernetik in Deutschland.

## Leben und Werk
Gustav-Adolf Heinrich Hermann Schmidt wurde in Hanau als Sohn eines Gymnasialdirektors geboren. Er studierte Physik und Philosophie an der Universität Göttingen, war Mitglied des Corps Hannovera Göttingen. 1913 leistete er seinen Wehrdienst beim Eisenbahnregiment in Hanau ab und nahm anschließend als Reserveoffizier am Ersten Weltkrieg teil. Danach promovierte er an der Philosophischen Fakultät der Göttinger Universität. Er war dann einige Jahre beim Düsseldorfer Kaiser-Wilhelm-Institut für Eisenforschung auf dem Gebiet der Pyrometrie experimentell und theoretisch tätig, dem heutigen Max-Planck-Institut für Eisenforschung.
1929 habilitierte er sich für technische Physik an der RWTH Aachen. 1934 wurde er Regierungsrat im Reichspatentamt in Berlin. Sein Interesse richtete sich dort auf die, verschiedenste Ingenieurdisziplinen übergreifende, selbsttätige Regelung. Schmidt wurde 1935 auch Privatdozent an der Technischen Hochschule Berlin-Charlottenburg.
Seine Vorlesungen dort gaben auch eine Einführung in Probleme der Regelungstechnik. Später wurde hieraus sein Spezialgebiet, das er ursprünglich als „Allgemeine Regelungskunde“ bezeichnete, und das er auf Regelungen sowohl in technischen Systemen als auch in Lebewesen bezogen hat. Seit den 1950er Jahren wird dieses Wissenschaftsgebiet international als Kybernetik bezeichnet.
Außer ihm bot damals noch Adolf Leonhard an der TH Stuttgart ebenfalls Lehrveranstaltungen zur Regelungstechnik an, aber speziell für das Gebiet Elektrotechnik. Er veröffentlichte 1940 hierzu auch ein Lehrbuch, das er nach dem Zweiten Weltkrieg in verallgemeinerter Form weiterführte. Eine allgemeine Regelungstheorie hatten bereits Oldenbourg und Sartorius im Jahre 1944 als Buch veröffentlicht. Mathematische Methoden der Regelungstechnik, samt Kriterien für die Stabilität eines schwingenden Systems, waren schon von Physikern des 19. Jahrhunderts entwickelt worden.
1939 wurde Schmidt Obmann des Fachausschusses für Regelungstechnik im Verein Deutscher Ingenieure (VDI), dem er auch als Mitglied (Mitgliedsnummer 381347) angehörte; als wichtiges Arbeitsergebnis entstand eine vereinheitlichte Nomenklatur für das neue Fach. Schmidt legte weiterhin 1941 dem VDI eine „Denkschrift zur Gründung eines Instituts für Regelungstechnik“ vor.
Im November 1944 erhielt er dann selbst den Ruf als Ordentlicher Professor an die Fakultät für Maschinenwesen der Technischen Hochschule Berlin-Charlottenburg. Dies war somit der erste Lehrstuhl für Regelungstechnik in Deutschland. Seine Regelungstechnik-Vorlesungen wurden noch kurz vor Kriegsende im April 1945 von 200 Hörern besucht.
Nach dem Zweiten Weltkrieg verwehrte die TH, nun TU Berlin (West), ihm mehrere Jahre lang die Rückkehr in seine Professur. In dieser Zeit hat Schmidt für die sowjetische Besatzungsmacht Kapitel zu einem Lehrbuch der Regelungstechnik geschrieben. Er bekam seine Professur im Jahre 1954 zurück; beachtenswert ist, dass die Stelle ohne Zuordnung zu einer Fakultät blieb, was durchaus ihrem fächerübergreifenden Charakter entsprach. Schmidts Vorlesungen wurden allzeit gut angenommen, und er hat sie gehalten weit über seine offizielle Emeritierung 1960 hinaus, sogar noch bis wenige Monate vor seinem Tod im Mai 1968. Insgesamt darf Schmidt auch zu den frühen Wegbereitern der Automatisierungstechnik in Deutschland gezählt werden.
Das erste Institut für Regelungstechnik in Deutschland, wie es Schmidt in seiner Denkschrift von 1941 vorgeschlagen hatte, wurde aber infolge der Kriegsgeschehnisse erst 1955 an der TH Dresden gegründet, mit Heinrich Kindler als – zunächst kommissarischem – Leiter. Dieses erste Institut stand unmittelbar am Anfang einer ganzen Reihe von deutschsprachigen Institutsgründungen für das Fach: im Jahre 1957 folgten nahezu gleichzeitig die TH Darmstadt mit Winfried Oppelt (1912–1999) und die RWTH Aachen mit Otto Schäfer (1909–2000). Diese Gründungen haben sich dann in rascher Folge an anderen Technischen Hochschulen fortgesetzt, womit der bereits 20 Jahre früher von Hermann Schmidt in seiner Denkschrift formulierte Vorschlag in der Breite wirksam wurde.
Auf dem Boden der Regelungstechnik, soweit deren Prinzipien sich auf nicht-technische, lebende Systeme übertragen lassen, ist später die Kybernetik erwachsen, deren Gründung in den 1940er Jahren meist dem US-Mathematiker Norbert Wiener zugeschrieben wird. Eine solche Übertragung, aber unter dem Namen „Allgemeine Regelkreislehre“ und mit anderen Bewertungen, ist parallel – und ohne irgendeinen Kontakt zum Arbeitskreis Wiener – von Hermann Schmidt entwickelt worden. So darf man in Schmidt den Vater der deutschen Kybernetik sehen.
Schmidt hat weniger Bekanntheit erreicht als andere Kybernetik-Autoren seiner Zeit, voran natürlich verglichen mit Norbert Wiener, und er hat nur in deutscher Sprache veröffentlicht. Seine Stärke waren die Vorlesungen und sein mündlicher Vortrag. Er tat sich, schon von seinen Pyrometrie-Zeiten an, schwer mit dem Erreichen der geschlossenen Buchform. Helmar Frank (1966, 1994), Fachkollege und eine Generation jünger, hat frühe Schriften von Schmidt nachdrucken lassen. Die Deutsche Gesellschaft für Kybernetik, 1994 von Frank gegründet, vergibt regelmäßig den „Wiener-Schmidt-Preis“ für Leistungen auf dem Gebiet der Kybernetik. Bereits 1964 wurde er vom VDI mit der VDI-Ehrenmünze ausgezeichnet. Schmidts Nachlass, der sich zum Hauptteil im Archiv der TU Berlin befindet, besteht aus Hunderten von Mappen mit Notizen, Dispositionen, halbfertigen Manuskripten und Briefwechsel.
Schmidt hat – von seinen Soldatenzeiten an – auch Gedichte geschrieben. Im Jahre 1946 entstanden die folgenden Zeilen, dokumentiert von Erika Schmidt im „Roten Tagebuch“ (Familienbesitz), die sich an das Kind von Freunden richteten:
Musst vor allem herzlich lachen, / denn das fehlt der großen Welt, / die mit ihren ernsten Sachen/ sich für viel zu wichtig hält.

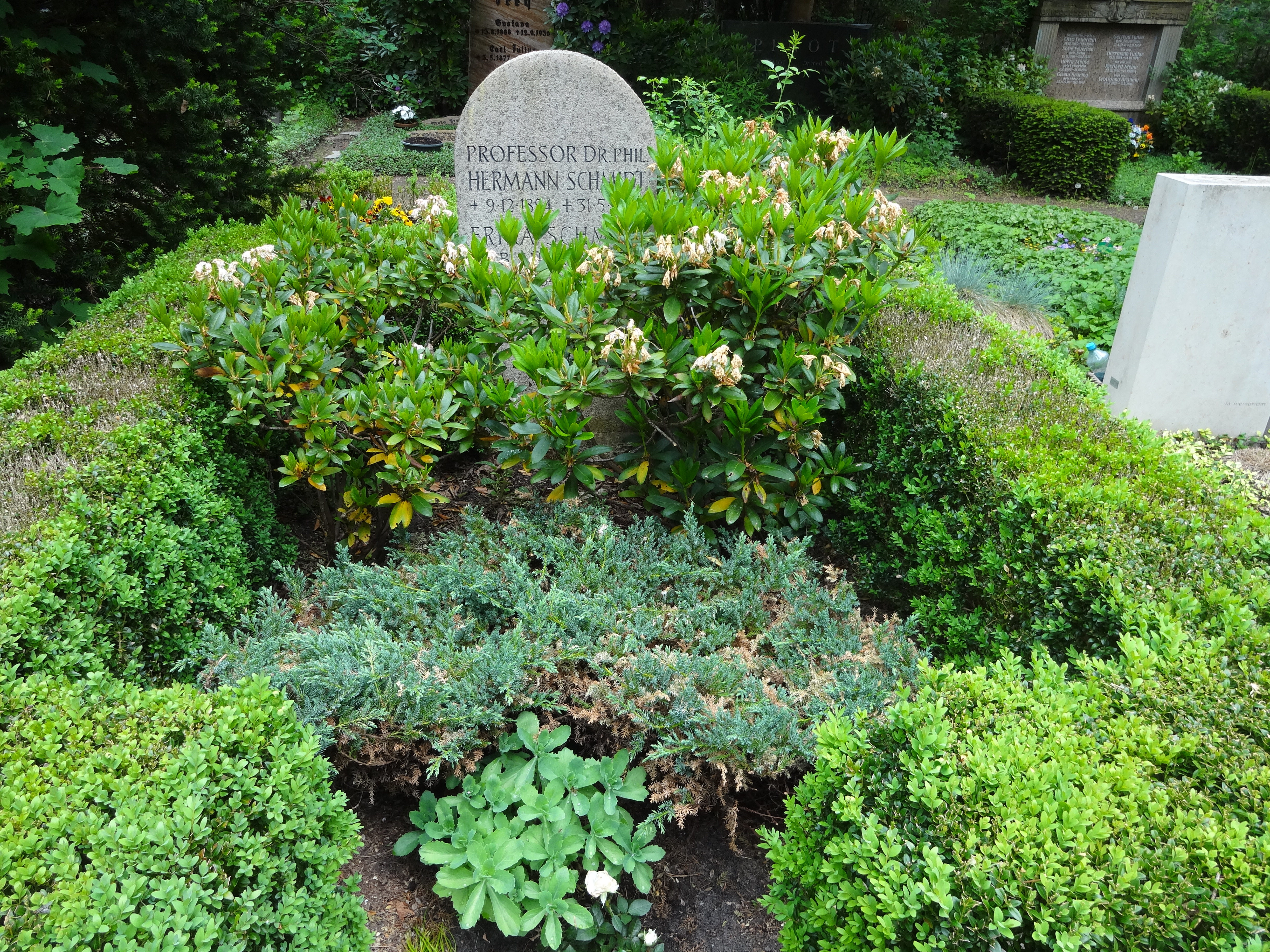
Grab von Hermann Schmidt auf dem Friedhof Heerstraße in Berlin-Westend

Hermann Schmidt war seit 1942 verheiratet mit Erika Schmidt, geb. Lückenhaus. Es gingen drei Kinder aus der Ehe hervor: H. Michael (* 1944), Joachim F. (* 1945) und Gabriele H. (* 1950).
H. Schmidt starb Ende Mai 1968 im Alter von 73 Jahren in Berlin. Sein Grab befindet sich auf dem landeseigenen Friedhof Heerstraße in Berlin-Westend (Abt. 14).

## Seine philosophische Basis: Wandlung des Menschen durch Technik
Hermann Schmidt war nicht nur Physiker und Regelungstechniker, sondern bereits von seinem Studium her zugleich Philosoph, und er ist dies bis ins hohe Alter geblieben. Er selbst bezeichnete sein Arbeitsgebiet nur ungern als Kybernetik, vielmehr als „Allgemeine Regelkreislehre“. In dieser bildet die, schon lange vor der Regelungstechnik bekannte, Kreiskausalität den zentralen Begriff. Schmidt beruft sich auf namhafte Geister des deutschen Idealismus: Nach Johann Gottfried Herder stützen sich die geistigen Leistungen des Menschen auf Kreiskausalität, indem das Sprechen im Laut-Hör-Kreis stattfindet und der Intellekt im Sprach-Denk-Kreis sich entwickelt. Schmidt verweist auf ein Postulat des Theologen und Philosophen Friedrich Schleiermacher, wonach der Mensch durch seine Arbeit und technische Erfindungen die „Zurüstung der Natur für seine Vernunft“ bewerkstelligt. Der Soziologe und Kulturphilosoph Arnold Gehlen gehörte zu den ersten Unterstützern von Schmidts Begriff der Technik als einer fortschreitenden Objektivation menschlicher Arbeit.
Schmidt hat 1967 in seinem letzten größeren Artikel, ein Jahr vor seinem Tod, seine Lehre in den Grundzügen umrissen. Das Anliegen der „Allgemeinen Regelkreislehre“ besteht in einer Forderung: Der Mensch möge sich die Bedeutung der von ihm erschaffenen Technik vollständiger bewusst machen. Denn bisher werde die Technik meist nicht anders wahrgenommen denn als das Mittel zu dem jeweiligen Zweck. Der Mensch müsse begreifen, dass die Technik auf die Dauer ihn selbst wandeln werde. Schmidt spricht von einer Hysterese unseres Bewusstseins. Es bleibe zurück hinter dem Zustand der realen Welt des Menschen, die sich immer mehr anfüllt mit Technik. Unter Schmidts Zeitgenossen hat der Philosoph Gotthardt Günther (1963) ähnlich Stellung bezogen: „Dieser Prozess der Verwandlung der ursprünglichen Natur in eine zweite künstliche Natur ergreift immer weitere Räume.“  Die Technik der Zukunft wird nach Günther „tiefgehende Folgen für das Identitätsbewusstsein“ des Menschen haben.

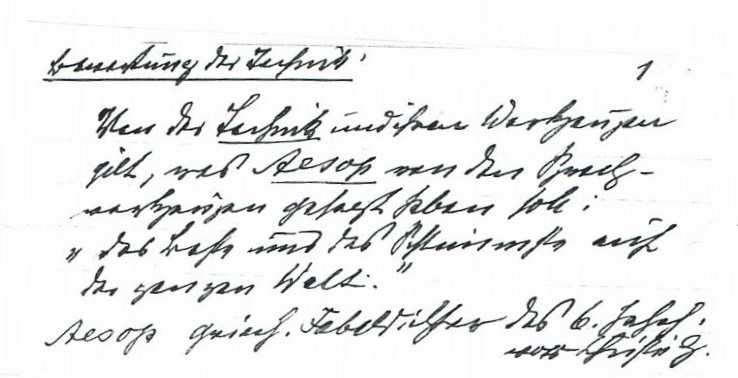
Hermann Schmidt, Handschrift in seinem Notizheft (Sept. 1951)

Schmidt wehrt bei den strittigen Fragen um Mensch und Maschine die Technokratie-Befürchtung ab. In seiner Sicht geht von den Maschinen nicht in erster Linie Gefahr aus, im Gegenteil wird die Technik dem Menschen – bereits heute, erst recht in der Zukunft – den Weg bieten, mit Schleiermacher gesprochen, die „Zurüstung“, sich geistig zu erneuern und ein zur technischen Welt passendes Verständnis seiner selbst zu entwickeln. Als „Bewertung der Technik“ hat Schmidt (in seinem Notizheft vom Sept. 1951) die Technik gegenübergestellt der Erfindung der Sprache – und das Folgende festgehalten: „Von der Technik und ihren Werkzeugen gilt, was Aesop von den Sprachwerkzeugen gesagt haben soll: Das Beste und das Schlimmste auf der ganzen Welt.“ Aesop griech. Fabeldichter des 6. Jahrh. vor Christi G.
Schmidts Beitrag zur frühen Regelungstechnik ist hervorgehoben worden in den Publikationen von W. Kriesel et al. (1995), F. Dittmann (1995; 1997; 1999–2000; 2016) sowie K. Reinschke (2005). Eine prägnante Kurzbiographie hat K. H. Fasol im Jahre 2001 verfasst. F. Dittmann hat die Rolle von Schmidt bei der Herausbildung der Kybernetik in Deutschland, K. H. Fasol hat insbesondere die „Pionierleistung“ von Schmidt betont. C. C. Bissell hat Schmidts „Proto-Kybernetik“ in der englischsprachigen Welt vorgestellt. Darüber hinaus haben F. Dittmann und J. Ségal  die grundlegenden Leistungen von Schmidt auch für den französischsprachigen Raum publiziert. Kurt Reinschke hat sich anhand der Rektoratsakten der TU Berlin in Schmidts schwierige, stellenlose Jahre nach 1945 vertieft. K. Liggieri ist den Fragen nachgegangen, wie sich die Regelungstechnik von Hermann Schmidt mit seinem Modell des Regelkreises zwischen Theorie und Praxis positionierte, welche Vorstellungen vom Menschen und von der Technik sich hieraus entwickelten und welche Differenzen zur US-amerikanischen Kybernetik (hierbei vor allem Norbert Wiener) auszumachen sind.

## Schriften (Auswahl)
- Die Gesamtwärmestrahlung fester Körper. Ergebnisse der exakten Naturwissenschaften, vol. 7, 1928, S. 342–383.
- Die Regelungstechnik als technisches und biologisches Grundproblem. Vorträge auf der Sitzung des wiss. Beirats des VDI am 17. Okt. 1940. Zeitschrift des VDI, Jg. 85, Band 4, 1940.
- Denkschrift zur Gründung eines Instituts für Regelungstechnik. VDI-Verlag, Berlin 1941, nachgedruckt in GrKG 2, Beiheft, Verlag Schnelle 1961.
- Hermann Schmidt et al.: Regelungstechnik. Begriffe und Bezeichnungen. VDI-Verlag, Berlin 1944.
- Die Wandlung des Menschen durch die Technik. Zeitschrift des VDI 96, no. 5, 1954, S. 118–122.
- Kybernetik als anthropologisches Problem. In: Schulmodelle, programmierte Instruktion und technische Medien. Ehrenwirth-Verlag, München 1967; die Arbeit erschien auch als Vorabdruck in Pädagog. Arbeitsblätter, GEW Baden-Württemberg, vol. 19 (1967) no. 8, 1967, S. 121–136.